# Wiener Associationfootball-Club
Il Wiener Associationfootball-Club, comunemente abbreviato in Wiener AF, o con la sigla WAF, era una società calcistica di Vienna, in Austria, esistita dal 1910 al 2004.
Ha vinto il campionato nazionale nell'edizione 1913-1914 e la coppa nazionale nel 1921-1922.
Dopo una lunga militanza nelle serie minori, nel 2004 la società, ormai relegata in Oberliga (5º livello del campionato nazionale) si è sciolta.

## Storia
La società nacque a seguito di una scissione del Wiener Athletiksport Club, nel 1910. I giocatori scelsero il nome Wiener Associationfootball-Club per poter continuare ad utilizzare la sigla WAC, ma giornali e pubblico modificarono la pronuncia in Wiener Association-Footballclub, con sigla WAF, che divenne definitiva.
Dopo soli quattro anni dalla fondazione riuscì a conquistare il titolo nazionale, precedendo i rivali del Wiener AC e chiudendo a pari punti con il Rapid Vienna, preceduto tuttavia per differenza reti. L'unico altro successo fu quello della Niederösterreichischen-Cup del 1921-1922, arrivato superando 2-1 in finale il Wiener Amateur. Negli anni successivi la squadra non riuscirà più a confermarsi a grandi livelli. Nella stagione 1923-1924 disputa il suo 13º e ultimo campionato di massima divisione.
Nel 1927 si fonde con lo Sportclub International Wien assumendo la denominazione di IAF Wien. Un anno dopo forma lo spielgemeinshaft con il Libertas Vienna, divenendo IAF-Libertas Wien. Dopo un solo campionato, però, recupera il nome originale.
Negli anni settanta e ottanta cambia nome varie volte, divenendo WAF KL Leopoldstadt nel 1973, WAFKL/Neuchrist Wien dal 1977 al 1981 (a seguito di spielgemenshaft con il Verein Neuchrist), quindi WAF Leopoldstadt fino al 1984, anno in cui viene ridenominata WAFKL Wimmer ma non riesce a risalire più in alto della Wiener Stadtliga (dapprima il terzo poi, con la nascita della Erste Liga, il quarto livello del campionato nazionale). Nel 1985 arriva a chiudere la carriera l'ex-Nazionale (55 presenze) Robert Sara. L'unico successo arriva nella stagione 1988-1989, quando riesce a vincere la coppa regionale di Vienna, organizzata dalla Wiener Fußball-Verband.
Cinque anni dopo cambia denominazione in WAF Leopoldstadt, prima di recuperare la denominazione originale nel 2002.
Dopo la stagione 2003-2004 la squadra, che militava in Oberliga, venne sciolta definitivamente.

## Stadio
Alla sua fondazione, il Wiener AF scelse come terreno di gioco lo Hohe Warte, capace di circa 30.000 spettatori. Nel 1912 tuttavia si trasferì allo Sportplatz Rettichgasse, meglio noto come WAF-Platz, situato nell'Hütteldorf.
Qui ha giocato fino allo scioglimento. Lo stadio ha anche ospitato due finali (1914-1915 e 1918-1919) di Niederösterreichischen-Cup.

## Palmarès

### Competizioni nazionali
- Campionato austriaco: 1

1913-1914
- Coppa d'Austria: 1

1921-1922

### Competizioni regionali
- Wiener-Cup: 1

1988-1989

### Altri piazzamenti
- Campionato austriaco:

Secondo posto: 1912-1913, 1914-1915
Terzo posto: 1911-1912, 1915-1916, 1917-1918